# Montalto Pavese

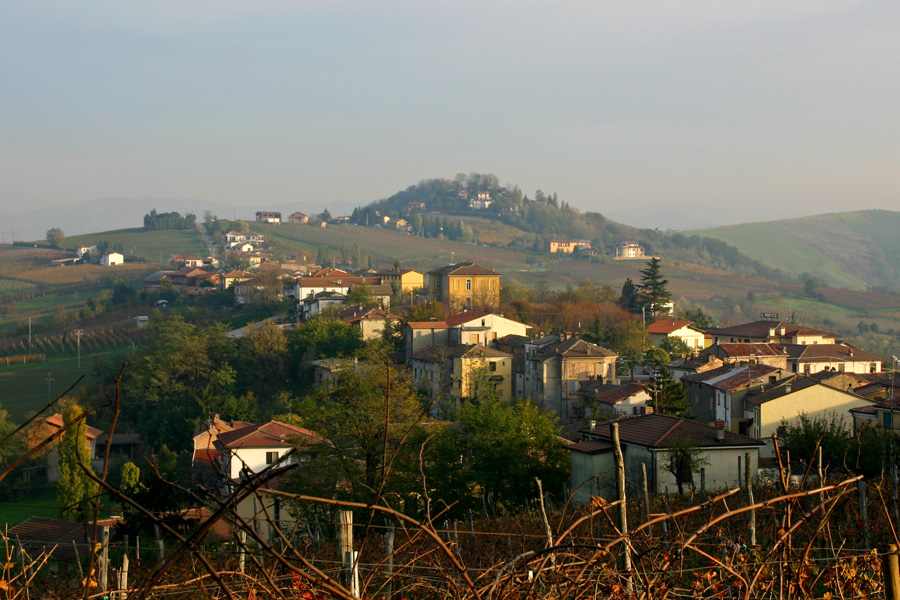
Blick auf Montalto Pavese

Montalto Pavese ist eine norditalienische Gemeinde (comune) mit 836 Einwohnern (Stand 31. Dezember 2023) in der Provinz Pavia in der Lombardei.

## Geographie
Die Gemeinde liegt etwa 24 Kilometer südsüdöstlich von Pavia in der Oltrepò Pavese und gehört zur Comunità Montana Oltrepò Pavese.
Zu den Ortsteilen gehören Bosco della Chiesa, Cà del Fosso, Casa Madama, Cella, Costa Gallotti, Costaiola, Dònega, Finigeto, Fornacetta, Molgheto, Pezzolo und Villa Illibardi.
Die Nachbargemeinden sind Borgo Priolo, Borgoratto Mormorolo, Calvignano, Lirio, Montecalvo Versiggia, Mornico Losana, Oliva Gessi, Pietra de’ Giorgi, Rocca de’ Giorgi und Ruino.

## Söhne und Töchter der Gemeinde
- Luigi Gatti (1875–1912), Geschäftsmann